# Loving Pablo
Loving Pablo ist ein 2017 erschienenes Filmdrama von Fernando León de Aranoa. Der englischsprachige Film basiert auf dem Buch der kolumbianischen Journalistin Virginia Vallejo, Loving Pablo, Hating Escobar.
Bei den 74. Filmfestspielen von Venedig wurde das Drama erstmals gezeigt.

## Handlung
Die Journalistin Virginia Vallejo wird in die Villa des aufsteigenden Drogenhändlers Pablo Escobar eingeladen, da dieser sie als seine Biografin wünscht. Die beiden verlieben sich ineinander und Escobar wird zu einem der erfolgreichsten Drogenhändler Amerikas. Als er sich jedoch in das kolumbianische Parlament hineinwählen lässt und den amtierenden Justizminister ermordet, gerät Escobar zunehmend in das Visier der kolumbianischen und amerikanischen Behörden.
Virginia Vallejo hat Angst um ihr Leben und flieht in die USA, wo sie jedoch aufgrund ihrer einstigen Beziehung zu Escobar verachtet wird und mit finanziellen Problemen zu kämpfen hat.
Unterdessen stellt sich Pablo Escobar den Behörden unter der Bedingung, dass er sich sein Gefängnis selbst bauen darf. Als man ihn jedoch nach einiger Zeit in ein Militärgefängnis verlegen will, flieht er wieder und versteckt sich. Unter der Bedingung, dass man seine Frau und seine beiden Kinder, die um ihr Leben fürchten, sicher und frei ins Ausland bringt, will er sich jedoch erneut stellen.
Die amerikanischen Behörden brechen jedoch die Abmachung, schicken seine Familie von Köln zurück nach Hause, orten Pablo Escobar und töten ihn.

## Kritik
Der Filmdienst bemängelt den „aufdringlichen Off-Kommentar“ des Films und kritisiert, dass er „weitgehend an der glamourösen Oberfläche [bleibt] und […] es nicht [schafft], aus der spannungsvollen Beziehung der beiden Hauptfiguren wirkliche Funken zu schlagen.“